# 三重県庁
三重県庁（みえけんちょう）は日本の地方公共団体である三重県の行政機関（役所）である。

## 概要
本庁舎及び全県的な行政の執行機関は、三重県津市にある。後述するように、三重県知事であった北川正恭の改革により、課は置かれていない時期があった。

## 歴史
- 明治4年11月22日（グレゴリオ暦：1872年1月2日） - 三重県の前身である安濃津県（あのつけん）・度会県（わたらいけん）が誕生。
- 明治4年12月25日（グレゴリオ暦：1872年2月3日） - 津大門町の本陣[注 1]を安濃津県の仮庁舎とする[1]。
- 明治5年3月28日（グレゴリオ暦：1872年5月5日） - 四日市陣屋に庁舎を移転する[2]。県名を県庁所在地の三重郡四日市に合わせて三重県に改称する。
- 1873年（明治6年）12月10日 - 津県学校講堂（旧津藩校・有造館）に庁舎を移転する[2]。
- 1876年（明治9年）4月18日 - 三重県が度会県を編入し、現在の三重県が発足。

## 現行組織
※[表示]をクリックすると一覧表示されます。
- 防災対策部
  - 防災対策総務課、消防・保安課、防災企画・地域支援課、災害対策課、危機管理課、三重県消防学校
- 戦略企画部
  - 戦略企画総務課、秘書課、企画課、政策提言・広域連携課、広聴広報課、情報公開課、統計課、三重県東京事務所
- 総務部
  - 総務課、行財政改革推進課、法務・文書課、人事課、福利厚生課、総務事務課、財政課、税務企画課、税収確保課、管財課、県税事務所（桑名、四日市、鈴鹿、津総合、松阪、伊勢、伊賀、紀州）、自動車税事務所、職員研修センター
- 医療保健部
  - 医療保健総務課、医療政策課、医療介護人材課、長寿介護課、健康推進課、国民健康保険課、食品安全課、感染症対策課、保健所（桑名、鈴鹿、津、松阪、伊勢、伊賀、尾鷲、熊野）、松阪食肉衛生検査所、動物愛護推進センター、公衆衛生学院、こころの健康センター、保健環境研究所
- 子ども・福祉部
  - 子ども・福祉総務課、福祉監査課、地域福祉課、少子化対策課、子育て支援課、障がい福祉課、福祉事務所 (北勢、多気度、紀北、紀南)、児童支援センター、女性相談所、国児学園、障害者相談支援センター
- 環境生活部
  - 環境生活総務課、私学課、文化振興課、地球温暖化対策課、大気・水環境課、人権課、ダイバーシティ社会推進課、くらし交通安全課、三重県人権センター、三重県立図書館、三重県総合博物館、三重県立美術館、斎宮歴史博物館
  - 廃棄物対策局
    - 廃棄物・リサイクル課、廃棄物監視・指導課、廃棄物適正処理プロジェクトチーム
- 地域連携部
  - 地域連携総務課、水資源・地域プロジェクト課、交通政策課、地域支援課、市町行財政課、地域防災総合事務所（桑名、四日市、鈴鹿、津、松阪、伊賀）、地域活性化局（南勢志摩、紀北、紀南）
  - 国体・全国障害者スポーツ大会局
    - 　総務企画課、競技・式典課、運営調整課、全国障害者スポーツ大会課、競技力向上対策課

  - 南部地域活性化局
    - 南部地域活性化推進課、東紀州振興課
- 農林水産部
  - 農林水産総務課、農林水産財務課、フードイノベーション課、担い手支援課、団体検査課、農産物安全・流通課、農産園芸課、畜産課、家畜防疫対策課、農業基盤整備課、農山漁村づくり課、農地調整課、獣害対策課、森林・林業経営課、治山林道課、みどり共生推進課、水産資源管理課、水産振興課、水産基盤整備課、桑名農政事務所、農林事務所（四日市、松阪、伊賀、熊野）、農林水産事務所（津、伊勢、尾鷲）、病害虫防除所、家畜保健衛生所（北勢、中央、南勢、紀州）、三重県農業研究所、三重県畜産研究所、三重県水産研究所、三重県林業研究所、中央農業改良普及センター、三重県農業大学校
- 雇用経済部
  - 雇用経済総務課、国際戦略課、雇用対策課、三重県営業本部担当課、ものづくり産業振興課、中小企業・サービス産業振興課、企業誘致推進課、三重県関西事務所、計量検定所、三重県工業研究所、三重県立津高等技術学校
  - 観光局
    - 観光政策課、観光誘客課、海外誘客課
- 県土整備部
  - 県土整備総務課、県土整備財務課、公共用地課、公共事業運営課、技術管理課、建設業課、道路企画課、近畿道紀勢線推進プロジェクトチーム、道路建設課、道路管理課、河川課、防災砂防課、港湾・海岸課、下水道経営課、下水道事業課、施設災害対策課、都市政策課、建築開発課、住宅政策課、営繕課、工事検査担当、建設事務所（桑名、四日市、鈴鹿、津、松阪、伊勢、志摩、伊賀、尾鷲、熊野）、流域下水道事務所（北勢、中勢）
- デジタル社会推進局
  - デジタル戦略企画課、スマート改革推進課、デジタル事業推進課
- 出納局
  - 出納総務課、会計支援課
- 三重県企業庁
  - 企業総務課、財務管理課、水道事業課、工業用水道事業課、電気事業課、水道事務所（北勢、中勢、南勢）、水質管理情報センター
- 病院事業庁
  - 県立病院課、三重県立こころの医療センター、三重県立一志病院
- 三重県教育委員会事務局
  - 教育総務課、教育政策課、教育財務課、学校経理・施設課、教職員課、福利・給与課、市町教育支援・人事担当、高校教育課、小中学校教育課、学力向上推進プロジェクトチーム、特別支援教育課、生徒指導課、人権教育課、保健体育課、社会教育・文化財保護課、研修企画・支援課、研修推進課、教育支援事務所（北勢、南勢、紀州）、三重県埋蔵文化財センター
- 三重県議会事務局
- 監査委員事務局
- 人事委員会事務局
- 海区漁業調整委員会事務局
- 内水面漁場管理委員会事務局
- 選挙管理委員会事務局
- 労働委員会事務局
- 三重県公安委員会
  - 三重県警察

## 北川県政とフラット化
1995年（平成7年）に三重県知事に就任した北川正恭は、県庁の組織が内向きで県民への弊害が多いのではないかと考え、行政改革に乗り出した。これは従来のヒエラルキー構造を、組織階層の低いものに変えるもので「フラット化」と呼ばれる。北川は「生活者起点の県政」を標榜し、「三重のくにづくり宣言」を発表、情報公開・地方分権・サービスの効率的提供を進めるとした。
最初の改革として1998年（平成10年）に執行機関と企画・総務部門を分離する2局6部体制への移行と、係を廃止してグループを置く「グループ制」の導入を行った。グループ制とは、各グループのメンバーが課長に直属するというシステムであり、グループリーダーは自分の仕事とグループの総括を並行することになる。
更に2002年（平成14年）には職員の強い反発を受けながらも課の全廃を断行、チーム制を導入した。チーム制は、従来の課のように固定的な組織ではなく、部局長の判断で年度中の組織変更が可能な組織であり、統括マネージャーがチームの下にあるグループをマネジメント（経営）する仕組みである。また、一連の組織改革と並行して「事務事業評価システム」・「政策推進システム」も導入された。
しかし、これらの矢継ぎ早とも言える改革は現場の職員から「仕事が増えただけ」など不評を買い、三重県民からは「カタカナの組織が増えて分かりにくい」との声が上がったため北川の後に知事に就任した野呂昭彦は、「チーム」を「室」に、「統括マネージャー」を「室長」に改めた。

## 組織の変遷
課以下の組織については割愛した。

### 明治時代
1882年〜1885年（明治5年〜8年）
- 参事
  - 庶務課
  - 聴訟課
  - 租税課
  - 出納課
  - 学務課（1885年新設）

1886年（明治9年）
- 県令
  - 知事官房、地方課、土木課、会計課、労務課、社寺兵事課、農商課、蚕糸課、林務課、耕地整理課、警務課、保安課、衛生課

1911年（明治44年）
- 知事
  - 内務部
    - 地方課、土木課、会計課、学務課、社寺兵事課、農商課、蚕糸課、林務課、耕地整理課

  - 警察部
    - 警務課、保安課、衛生課、各警察署

  - 各郡長

### 大正時代
1926年（大正15年）
- 知事
  - 知事官房
    - 秘書課、文書課、統計課

  - 内務部
    - 庶務課、会計課、地方課、商工水産課、農務課、土木課、林務課、蚕糸課、耕地整理課
      - 南牟婁支庁

  - 学務部
    - 教育課、社寺兵事課、社会課

  - 警察部
    - 警務課、保安課、衛生課、高等警察課、刑事課、工場課

  - 出先機関
    - 津測候所など計14機関

### 昭和時代
1945年（昭和20年）12月
- 知事
  - 知事官房
    - 秘書課、文書課

  - 内政部
    - 総務課、議事課、地方課、会計課、教学課、厚生課、衛生課、進駐軍受入事務局連絡室

  - 経済第一部
    - 食糧第一課、食糧第二課、水産課、蚕糸課、耕地課

  - 経済第二部
    - 商工課、復興課、林務課、終戦管財事務局

  - 土木部
    - 監理課、道路課、河港課、都市計画課

  - 警察部
    - 警務課、防犯課、輸送課、刑事課、労政課、保安課、警察部長書記官、勤労課、保険課

  - 各地方事務所（11ヶ所）

※以下、[表示]をクリックすると一覧表示されます。
- 知事
  - 副知事
    - 総務部
      - 文書課、人事課、庶務課、税務課、統計課、地方課、会計課、渉外課

    - 民生部
      - 厚生課、児童福祉課、保険課、世話課

    - 経済部
      - 水産課、商工課、資材課

    - 農林部
      - 食糧課、農務課、農業改良課、畜産課、蚕糸課、林務課

    - 労働部
      - 労政課、職業安定課、失業保険徴収課

    - 土木部
      - 監理課、道路課、河港課、砂防課、建築課、計画課

    - 衛生部
      - 医政課、環境衛生課、予防課、薬務課、獣医課

    - 農政部
      - 農地課、開拓課、耕地課、農業協同組合課

    - （副知事直属）
      - 秘書課、弘報課

    - 各地方事務所（11ヶ所）
    - 出納長
      - 副出納長
- 行政委員会
  - 教育委員会、監査委員会、公安委員会
- 三重県議会

- 知事
  - 副知事
    - 総務部
      - 総務課、人事課、財政課、税務課、管財課、地方課、統計課

    - 民生部
      - 厚生課、婦人児童課、保険課、国民年金課、同和対策室

    - 衛生部
      - 医政課、予防課、薬事環境衛生課、食品衛生課

    - 商工労働部
      - 商工振興課、経営指導課、労政課、職業安定課、失業保険課

    - 農林水産部
      - 農政課、農林計画課、農業改良課、蚕糸農産課、畜産課、開発拓植課、耕地課、林務課、水産課、試験研究機関整備調査室、林業技術普及センター開設準備室

    - 土木部
      - 監理課、道路課、河川課、港湾課、砂防課、建築課、計画課、四日市港湾事務所

    - 参事

  - 出納長
    - 出納室
- 秘書課、県民室、考査室、消防防災室
- 企業庁
  - 企画課、総務課、経理課、電気課、土木課、工業用水課、用地課
- 行政委員会
  - 選挙管理委員会、人事管理委員会、公安委員会、地方労働委員会、収用委員会、海区漁業調整委員会、内水面漁場管理委員会、監査委員、教育委員会
- 三重県議会

### 平成時代
※[表示]をクリックすると一覧表示されます。
- 知事
  - 副知事
    - 総合企画局
      - 企画総務室、首都機能移転・広域交流推進室、特定政策室、政策推進室、企画開発室、統計調査室、統計分析情報室、知事室、広聴広報室、e-デモクラシープロジェクト

    - 総務局
      - 総務室、組織経営室、法務・文書室、人材政策室、福利厚生室、予算調整室、税務政策室、税務調査プロジェクト、営繕室、工事検査担当

    - 防災危機管理局
      - 危機管理総務室、消防・保安室、防災対策室、地震対策室

    - 生活部
      - 生活総務室、情報公開室、人権・同和室、男女共同参画室、文庫振興室、芭蕉さん・秘蔵のくにプロジェクト、勤労福祉室、雇用・能力開発室、交通安全室、消費生活室、私学振興室、青少年育成室、国際室、NPO室

    - 健康福祉部
      - 健康福祉総務室、政策企画室、監査室、健康危機管理室、薬務食品室、地域福祉室、生活保障室、こども家庭室、健康づくり室、医療政策室、長寿社会室、障害福祉室

    - 環境森林部
      - 環境森林総務室、環境経営室、環境活動室、組織運営室、資源循環室、ごみゼロ推進室、廃棄物対策室、廃棄物監視・指導室、地球温暖化対策室、水質改善室、森林振興室、森林保全室、林業経営室、自然環境室

    - 農水商工部
      - 農水商工総務室、企画室、財務経理室、食の安全・安心室、団体検査室、団体支援室、金融室、産業支援室、企業立地室、産業集積室、担い手室、農地調整室、農業基盤室、水産基盤室、マーケティング室、農水産物安全室、農畜産室、水産室、観光・交流室、観光活性化プロジェクト、農山漁村室

    - 地域振興部
      - 地域振興総務室、東紀州活性化・地域特定プロジェクト、市町村行政室、市町村合併室、地方分権室、交通室、資源活用室、情報企画室、電子業務推進室、情報基盤室、志摩サイバーベースプロジェクト

    - 県土整備部
      - 県土整備総務室、財務調整室、公共事業運営室、公共事業情報化プロジェクト、建設業室、公共用地室、住民参画室、保全・災害室、高速道・道路企画室、道路整備室、河川室、砂防室、港湾・海岸室、都市基盤室、下水道室、建築開発室、住宅室

  - 出納長
    - 出納局
      - 出納総務室、会計支援室
- 県議会
  - 議会事務局、総務課、議事課、政務調査課
- 企業庁
  - 企画総務室、経営管理室、都市用水室、電気事業室、特定事業室
- 病院事業庁
  - 県立病院経営室
- 行政委員会
  - 教育委員会
    - 教育総務室、予算経理室、教育改革室、市町村合併教育プロジェクト、防災教育プロジェクト、人材政策室、福利・給与室、学校施設室、高校教育室、小中学校教育室、生徒指導・健康教育室、人権・同和教育室、人権・同和教育センター、生涯学習室、スポーツ振興室、文化財保護室、研修企画室、研修指導室、研修支援室

  - 人事管理委員会
    - 事務局

  - 監査委員
    - 事務局

  - 監査委員
    - 事務局

  - 海区漁業調整委員会
    - 事務局

  - 内水面漁場管理委員会
    - 事務局

  - 公安委員会
    - 警察本部

  - 選挙管理委員会
  - 地方労働委員会
  - 収用委員会

- 知事
  - 副知事
    - 政策部
      - 政策総務室、知事室、広聴広報室、企画室、交通政策室、土地・資源室、市町行財政室、地域づくり支援室、情報政策室、電子業務推進室、統計室、「美し国おこし・三重」推進室
      - 県民センター、東京事務所
      - 東紀州対策室
        - 東紀州対策室、東紀州振興プロジェクト

    - 総務部
      - 経営総務室、法務・文書室、人材政策室、福利厚生室、総務事務室、予算調整室、税務政策室、管財室
      - 県民センター、県税事務所、自動車税事務所、職員研修センター

    - 防災危機管理部
      - 危機管理総務室、消防・保安室、防災対策室、地震対策室
      - 県民センター、消防学校

    - 生活・文化部
      - 生活・文化総務室、情報公開室、文化振興室、新博物館整備推進室、勤労・雇用支援室、交通安全・消費生活室、人権・同和室、男女共同参画・NPO室、国際室
      - 県民センター、三重県人権センター、津高等技術学校、三重県立図書館、三重県立博物館、三重県立美術館、斎宮歴史博物館

    - 健康福祉部
      - 健康福祉総務室、監査室、健康危機管理室、薬務食品室、健康づくり室、医療政策室、社会福祉室、長寿社会室、障害福祉室、県立病院改革プロジェクト
      - 保健福祉事務所、保健所、福祉事務所、児童相談所、松阪食肉衛生検査所、児童相談センター、女性相談所、国児学園、障害者相談支援センター、草の実リハビリテーションセンター、公衆衛生学院、こころの健康センター、小児診療センターあすなろ学園
      - こども局
        - こども未来室、こども家庭室

    - 環境森林部
      - 環境森林総務室、ごみゼロ推進室、廃棄物対策室、廃棄物監視・指導室、地球温暖化対策室、水質改善室、森林・林業経営室、森林保全室、自然環境室
      - 農林水産商工環境事務所等、保健環境研究所、林業研究所

    - 農水商工部
      - 農水商工総務室、財務経理室、農業経営室、マーケティング室、農産物安全室、農畜産室、農地調整室、農業基盤室、農山漁村室、水産資源室、水産経営室、水産基盤室、産業集積室、商工振興室、金融経営室、企業立地室、科学技術・地域資源室
      - 農林水産商工環境事務所等、病害虫防除所、家畜保健衛生所、大阪事務所、計量検定所、工業研究所、農業研究所、畜産研究所、水産研究所、地域農業改良普及センター、三重県農業大学校
      - 観光局
        - 観光・交流室

    - 地域振興部
      - 地域振興総務室、東紀州活性化・地域特定プロジェクト、市町村行政室、市町村合併室、地方分権室、交通室、資源活用室、情報企画室、電子業務推進室、情報基盤室、志摩サイバーベースプロジェクト

    - 県土整備部
      - 県土整備総務室、経営支援室、公共用地室、公共事業運営室、入札管理室、建設業室、維持管理室、高速道・道路企画室、高速道推進北勢プロジェクト、道路整備室、河川・砂防室、港湾・海岸室、下水道室、施設・災害プロジェクト、都市政策室、景観まちづくり室、建築開発室、住宅室、営繕室、工事検査担当
      - 建設事務所、流域下水道事務所

  - 会計管理者
    - 出納局
      - 出納総務室、会計支援室
- 三重県議会
  - 議会事務局
    - 総務課、議事課、企画法務課
- 公営企業管理者
  - 企業庁
    - 企画総務室、財務管理室、水道事業室、工業用水道事業室、電気事業室
    - 水道事務所、三瀬谷発電管理事務所、三重ごみ固形燃料発電所、水質管理情報センター

  - 病院事業庁
    - 県立病院経営室
    - 三重県立総合医療センター、こころの医療センター、三重県立一志病院、三重県立志摩病院
- 行政委員会
  - 三重県教育委員会
    - 教育委員会事務局
      - 教育総務室、予算経理室、教育改革室、人材政策室、福利・給与室、学校施設室、地域調整・人事担当、高校教育室、小中学校教育室、特別支援教育室、生徒指導・健康教育室、人権教育室、社会教育・文化財保護室、スポーツ振興室、研修企画・支援室、研修指導室
      - 三重県立図書館、三重県立博物館、三重県立美術館、斎宮歴史博物館、三重県埋蔵文化財センター

    - 県立学校

  - 選挙管理委員会
    - 選挙管理委員会事務局

  - 人事委員会
    - 人事委員会事務局

  - 監査委員
    - 監査委員事務局

  - 労働委員会
    - 労働委員会事務局

  - 収用委員会
  - 海区漁業調整委員会
    - 海区漁業調整委員会事務局

  - 内水面漁場管理委員会
    - 内水面漁場管理委員会事務局

  - 三重県公安委員会
    - 三重県警察本部

## 地域機関
県民センターの廃止に伴い、2013年（平成25年）4月1日に地域防災総合事務所と地域活性化局が設置された。
北勢
- 桑名地域防災総合事務所 - 三重県桑名市中央町五丁目71 三重県桑名庁舎1 - 2階（〒511-8567）
- 四日市地域防災総合事務所 - 三重県四日市市新正四丁目21-5 三重県四日市庁舎2階（〒510-8511）
- 鈴鹿地域防災総合事務所 - 三重県鈴鹿市西条五丁目117 三重県鈴鹿庁舎2階（〒513-0809）

中勢
- 津地域防災総合事務所 - 三重県津市桜橋三丁目446-34 三重県津庁舎2 - 3階（〒514-8567）
- 松阪地域防災総合事務所 - 三重県松阪市高町138 三重県松阪庁舎2 - 3階（〒515-0011）

伊賀
- 伊賀地域防災総合事務所 - 三重県伊賀市四十九町2802 三重県伊賀庁舎3階（〒518-8533）

南勢
- 南勢志摩地域活性化局 - 三重県伊勢市勢田町628-2 三重県伊勢庁舎4階（〒516-8566）

東紀州
- 紀北地域活性化局 - 三重県尾鷲市坂場西町1-1 三重県尾鷲庁舎3階（〒519-3695）
- 紀南地域活性化局 - 三重県熊野市井戸町371 三重県熊野庁舎2階（〒519-4393）

### 旧組織
以下の県民センターは、県民局の廃止に伴い設置された。2013年（平成25年）3月31日に県北中部の県民センターは地域防災総合事務所へ、県南部の県民センターは地域活性化局へ改組された。
- 桑名県民センター - 三重県桑名市中央町5-71 三重県桑名庁舎2階（〒511-8567）
- 四日市県民センター - 三重県四日市市新正四丁目21-5 三重県四日市庁舎2階（〒510-8511）
- 鈴鹿県民センター - 三重県鈴鹿市西条五丁目117 三重県鈴鹿庁舎2階（〒513-0809）
- 津県民センター - 三重県津市桜橋三丁目446-34 三重県津庁舎2階（〒514-8567）
- 松阪県民センター - 三重県松阪市高町138 三重県松阪庁舎3階（〒515-0011）
- 伊勢県民センター - 三重県伊勢市勢田町622 三重県伊勢庁舎3階（〒516-8566）
- 伊賀県民センター - 三重県伊賀市四十九町2802 三重県伊賀庁舎3階（〒518-8533）
- 尾鷲県民センター - 三重県尾鷲市坂場西町1-1 三重県尾鷲庁舎3階（〒519-3695）
- 熊野県民センター - 三重県熊野市井戸町371 三重県熊野庁舎2階（〒519-4393）

## 在籍していた人物
- 横山俊祐